# Parco dell'Oglio Sud
Il parco dell'Oglio Sud è un'area naturale protetta istituita dalla Regione Lombardia ed occupa una superficie di 12.800 ettari. Si sviluppa lungo l'asta del fiume Oglio: il paesaggio è fortemente caratterizzato dall'agricoltura dove la fitta rete idrica spesso segnata da fasce arbustive e filari, interrompe la serie ordinata dei coltivi. Le aree golenali spiccano nella campagna per le imponenti masse boscate dei pioppi e per le dense bordure a salice bianco che a volte si estendono fino a costituire vere e proprie boscaglie. L'alveo del fiume Oglio è caratterizzato da un andamento sinuoso a canale unico con meandri ben evidenti e sponde spesso ripide al cui piede emergono d'estate estese spiagge di sabbia. Alla foce del fiume Mella (affluente dell'Oglio) vi è il confine nord del Parco, la cui area è inserita tra le province di Cremona e Mantova e termina alla confluenza dell'Oglio nel fiume Po, presso Torre d'Oglio. Il tratto planiziale precedente, dall'uscita dal lago d'Iseo è, invece, protetto dal parco Oglio Nord.
La tutela e la gestione dell'area sono affidati ad un ente gestore denominato "Parco Oglio Sud". Questo è un ente regionale di diritto pubblico istituito con LR del 16 aprile 1988 numero 17 facente riferimento alla legge regionale del 30 novembre 1983, n. 86 denominata: "Piano regionale delle aree regionali protette. Norme per l'istituzione e la gestione delle riserve, dei parchi e dei monumenti naturali nonché delle aree di particolare rilevanza naturale e ambientale", e successivamente modificata dalla Legge Regionale 4 agosto 2011, n. 12: "Nuova organizzazione degli enti gestori delle aree regionali protette..."
La sede amministrativa è a piazza Donatore del Sangue, 2 - 26030 Calvatone (CR).
Gli enti locali interessati sono: Provincia di Cremona e comuni di Ostiano, Volongo, Pessina Cremonese, Isola Dovarese, Drizzona, Piadena, Calvatone; Provincia di Mantova e comuni di Casalromano, Canneto sull'Oglio, Acquanegra sul Chiese, Bozzolo, Marcaria, San Martino dell'Argine, Gazzuolo, Commessaggio, Viadana.

## Avifauna
Nel parco sono presenti numerose specie di uccelli, tipici della Pianura Padana:
- airone bianco maggiore
- airone cenerino
- albanella minore
- assiolo
- basettino
- beccaccia
- bigia padovana
- cappellaccia
- forapaglie
- forapaglie castagnolo
- garzetta
- lodolaio
- moretta tabaccata